# Leonard Frank Spath
Leonard Frank Spath (20 octobre 1882 - 2 mars 1957) est un géologue britannique spécialisé dans la malacologie et l'ammonitologie.

## Biographie
Spath obtient un baccalauréat ès sciences en géologie au Birkbeck College en 1912 et trouve un emploi au British Museum en tant que conservateur adjoint du département de géologie. Il entreprend deux voyages de géologie sur le terrain, en Tunisie et à Terre-Neuve, à cette époque, dont il profite pour collecter des fossiles. Il obtient ensuite un doctorat en sciences de l'Université de Londres et est chargé de cours en géologie à Birkbeck, Université de Londres.
Spath est élu membre de la Royal Society (FRS) en 1940. Spath remporte la médaille scientifique Lyell décernée par la Société géologique de Londres en 1945.